# Beatrice Appiano
Beatrice Appiano (Piombino, 1482 – Fondi, aprile 1525) è stata una nobildonna italiana.

## Biografia
Era figlia di Jacopo IV Appiano, signore di Piombino e di Vittoria Todeschini Piccolomini d'Aragona.
Sposò a Fondi nel 1498 Vespasiano Colonna, secondo duca di Traetto e conte di Fondi. Ebbero una figlia Isabella, futura sposa del capitano imperiale Luigi Gonzaga "Rodomonte". Alla morte di Beatrice, Vespasiano sposò in seconde nozze nel 1526 la tredicenne Giulia Gonzaga, figlia di Ludovico Gonzaga conte di Sabbioneta, che crebbe la piccola Isabella.
Beatrice, per le sue virtù, venne celebrata dal letterato Pietro Gravina.

## Ascendenza
|                                           |                             |                          | Genitori             |  |  | Nonni |  |  | Bisnonni         |  |  | Trisnonni        |  |
|                                           |                             |                          |                      |  |  |       |  |  | Emanuele Appiano |  |  | Jacopo I Appiano |  |
|                                           |                             |                          |                      |  |  |       |  |  | Emanuele Appiano |  |  | Jacopo I Appiano |  |
|                                           |                             | Polissena Pannocchieschi |                      |  |  |       |  |  | Emanuele Appiano |  |  |                  |  |
| Jacopo III Appiano                        |                             |                          |                      |  |  |       |  |  | Emanuele Appiano |  |  |                  |  |
|                                           |                             | …                        | …                    |  |  |       |  |  |                  |  |  |                  |  |
|                                           |                             | …                        | …                    |  |  |       |  |  |                  |  |  |                  |  |
|                                           |                             | …                        | …                    |  |  |       |  |  |                  |  |  |                  |  |
| Jacopo IV Appiano                         |                             | …                        |                      |  |  |       |  |  |                  |  |  |                  |  |
|                                           |                             | Giano Fregoso            | Bartolomeo Fregoso   |  |  |       |  |  |                  |  |  |                  |  |
|                                           |                             | Giano Fregoso            | Bartolomeo Fregoso   |  |  |       |  |  |                  |  |  |                  |  |
|                                           |                             | Giano Fregoso            | Caterina Ordelaffi   |  |  |       |  |  |                  |  |  |                  |  |
| Battistina Fregoso                        |                             | Giano Fregoso            |                      |  |  |       |  |  |                  |  |  |                  |  |
|                                           |                             | Violante Gentile         | Francesco Gentile    |  |  |       |  |  |                  |  |  |                  |  |
|                                           |                             | Violante Gentile         | Francesco Gentile    |  |  |       |  |  |                  |  |  |                  |  |
|                                           |                             | Violante Gentile         | …                    |  |  |       |  |  |                  |  |  |                  |  |
| Beatrice Appiano                          |                             | Violante Gentile         |                      |  |  |       |  |  |                  |  |  |                  |  |
|                                           | Giovanni "Nanni" Todeschini | …                        |                      |  |  |       |  |  |                  |  |  |                  |  |
|                                           | Giovanni "Nanni" Todeschini | …                        |                      |  |  |       |  |  |                  |  |  |                  |  |
|                                           | Giovanni "Nanni" Todeschini | …                        |                      |  |  |       |  |  |                  |  |  |                  |  |
| Antonio Piccolomini d'Aragona             | Giovanni "Nanni" Todeschini |                          |                      |  |  |       |  |  |                  |  |  |                  |  |
|                                           |                             | Laudomia Piccolomini     | Silvio Piccolomini   |  |  |       |  |  |                  |  |  |                  |  |
|                                           |                             | Laudomia Piccolomini     | Silvio Piccolomini   |  |  |       |  |  |                  |  |  |                  |  |
|                                           |                             | Laudomia Piccolomini     | Vittoria Forteguerri |  |  |       |  |  |                  |  |  |                  |  |
| Vittoria Todeschini Piccolomini d'Aragona |                             | Laudomia Piccolomini     |                      |  |  |       |  |  |                  |  |  |                  |  |
|                                           |                             | Ferdinando I di Napoli   | Alfonso V d'Aragona  |  |  |       |  |  |                  |  |  |                  |  |
|                                           |                             | Ferdinando I di Napoli   | Alfonso V d'Aragona  |  |  |       |  |  |                  |  |  |                  |  |
|                                           |                             | Ferdinando I di Napoli   | Gueraldona Carlino   |  |  |       |  |  |                  |  |  |                  |  |
| Maria d'Aragona                           |                             | Ferdinando I di Napoli   |                      |  |  |       |  |  |                  |  |  |                  |  |
|                                           |                             | Diana Guardato           | …                    |  |  |       |  |  |                  |  |  |                  |  |
|                                           |                             | Diana Guardato           | …                    |  |  |       |  |  |                  |  |  |                  |  |
|                                           |                             | Diana Guardato           | …                    |  |  |       |  |  |                  |  |  |                  |  |
|                                           |                             | Diana Guardato           |                      |  |  |       |  |  |                  |  |  |                  |  |